# Parabola GNU/Linux-libre
Parabola (dont le nom officiel est Parabola GNU/Linux-libre) est un système d'exploitation GNU/Linux basé sur la distribution Arch Linux. Il est utilisable avec les architectures x86 depuis son lancement en 2009 ainsi qu'avec les architectures MIPS64 depuis 2011. Il inclut les outils système GNU et le noyau Linux-libre, ainsi que divers logiciels, de manière à proposer un système composé uniquement de logiciels libres. 
À l'instar d'ArchLinux, le développement de Parabola se concentre sur la simplicité pour l'administrateur, l'implication de la communauté et l'utilisation des logiciels libres les plus récents du fait d'un modèle de publication continue. Parabola GNU/Linux-libre fait partie de la liste des systèmes d'exploitation libres de la Fondation pour le logiciel libre,.